# Stanisław Sitek

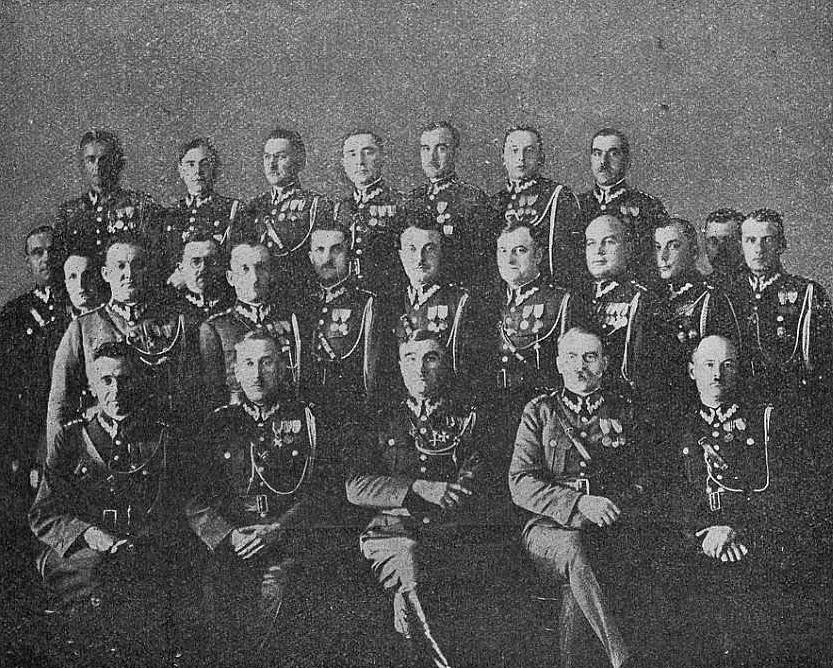
Kadra oficerów CWŻ w (1931). Komendant mjr Sitek siedzi trzeci od lewej

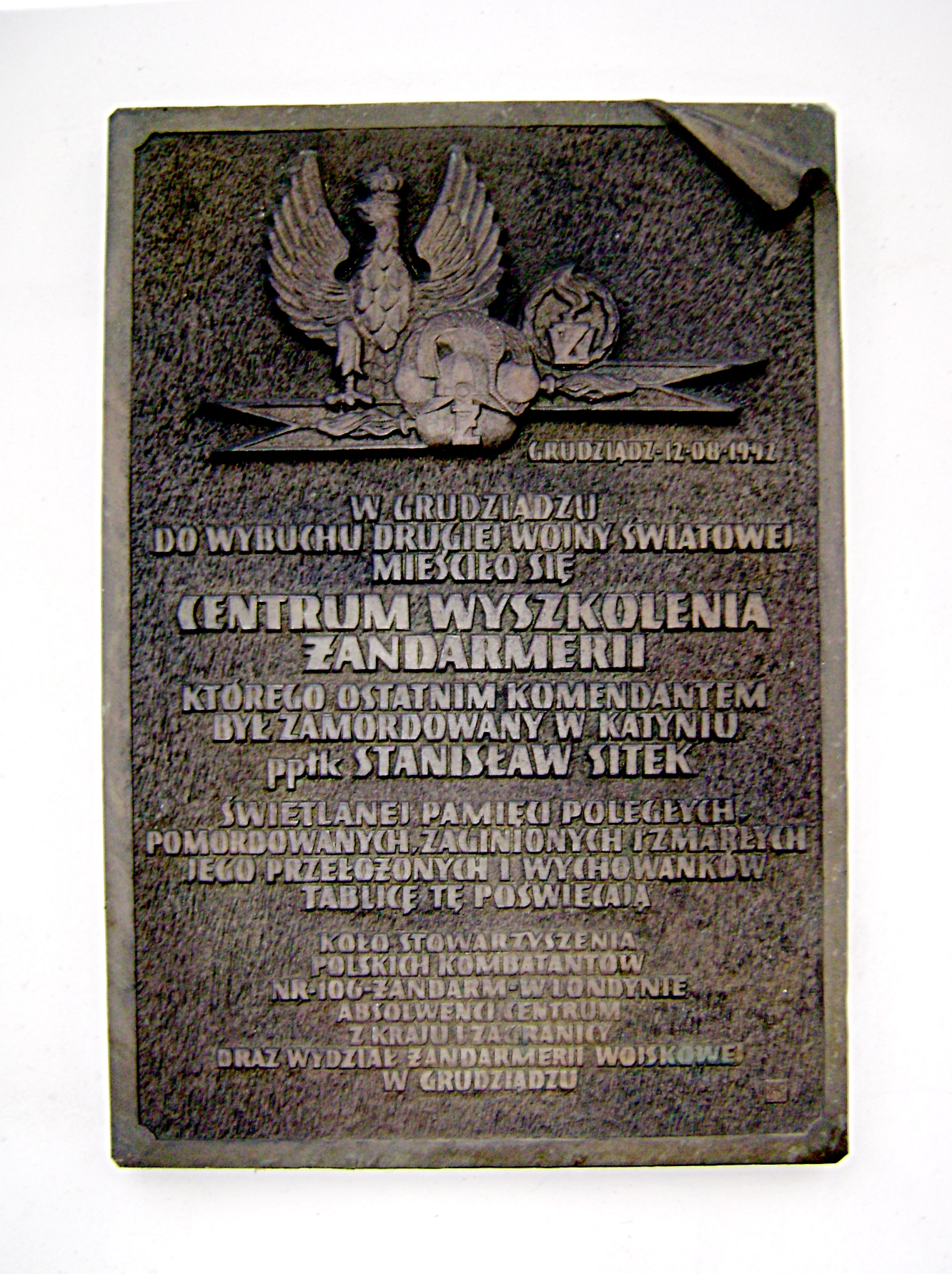
Tablica pamiątkowa poświęcona Centrum Wyszkolenia Żandarmerii i Stanisławowi Sitkowi w Grudziądzu

Stanisław Sitek (ur. 17 listopada 1890 w Warszawie, zm. wiosną 1940 w Kalininie) – podpułkownik żandarmerii Wojska Polskiego, ofiara zbrodni katyńskiej.

## Życiorys
Urodził się w Warszawie w mieszczańskiej rodzinie Walentego i Wiktorii z Kurzelów. Był uczniem Szkoły Technicznej Warszawsko-Wiedeńskiej Kolei Żelaznej w Warszawie przy ul. Chmielnej (później Technikum Kolejowe im. Jana Rabanowskiego). Po ukończeniu szkoły podjął pracę w charakterze pomocnika technika kolejowego. W wieku 15 lat wstąpił do Polskiej Partii Socjalistycznej i jej Organizacji Bojowej. W czasie rewolucji 1905–1907 zajmował się kolportażem nielegalnej literatury na Woli i Powązkach. Od grudnia 1905 jako członek OB PPS uczestniczył w następujących akcjach terrorystycznych:
- rozbijanie monopoli na ul. Wroniej, Lesznie, Żytniej i Chłodnej,
- zamach bombowy na Urząd Naczelnika Straży Ziemskiej,
- zabicie żandarma w Alejach Jerozolimskich,
- zabójstwo dwóch żandarmów przy ul. Wolskiej,
- zamach na Urząd Gminny w Sorosach.
- drugi zamach na rosyjskiego generała gubernatora warszawskiego, Gieorgija Skałona.

W czerwcu 1909 w obawie przed aresztowaniem wyjechał do Krakowa, a następnie do Lwowa, gdzie działał w Związku Walki Czynnej, w plutonie „Kuby”. W 1910 wyjechał do Stanów Zjednoczonych Ameryki. Od września tego roku działał w Oddziale Praca Związku Socjalistów Polskich, a następnie w Komitecie Obrony Narodowej w Chicago. Pod koniec stycznia 1915 z grupą ochotników powrócił do Europy i wstąpił do Legionów Polskich, w stopniu szeregowca. Następnie awansował na podoficera. W 1917 został przeniesiony z 1 pułku piechoty Legionów Polskich do żandarmerii. Po kryzysie przysięgowym wstąpił do Polskiej Siły Zbrojnej. W lutym i marcu 1918 w Ostrowi Mazowieckiej kierował trzytygodniowym kursem szkoleniowym żandarmerii.
8 listopada 1918 przyjęty został do Wojska Polskiego z równoczesnym awansem na podporucznika. Pełnił funkcję powiatowego oficera żandarmerii kolejno w Ostrowie, Łomży, Warszawie, Sokółce i Bobrujsku. W 1920 pełnił służbę w Ekspozyturze Żandarmerii Polowej Okręgu Etapowego Mińsk. 27 sierpnia 1920 roku został zatwierdzony z dniem 1 kwietnia 1920 roku w stopniu rotmistrza, w żandarmerii, w grupie oficerów byłych Legionów Polskich. W maju 1921 skierowany został na Górny Śląsk z zadaniem zorganizowania i wyszkolenia żandarmerii powstańczej.
Następnie przeniesiony do 3 dywizjonu żandarmerii w Grodnie, w którym dowodził kadrą szwadronu zapasowego. 3 maja 1922 roku został zweryfikowany w stopniu kapitana ze starszeństwem z dniem 1 czerwca 1919 roku i 23. lokatą w korpusie oficerów żandarmerii. W międzyczasie (1922–1923) był słuchaczem IV Kursu Oficerów Młodszych w Centralnej Szkole Żandarmerii w Grudziądzu. 1 grudnia 1924 został mianowany majorem ze starszeństwem z dniem 15 sierpnia 1924 i 6. lokatą w korpusie oficerów żandarmerii. W grudniu 1927 został zatwierdzony na stanowisku dowódcy 3 dywizjonu żandarmerii. Obowiązki przejął od płk. Jana Jura-Gorzechowskiego. W grudniu 1929 zarządzeniem ministra spraw wojskowych przeniesiony został do Grudziądza na stanowisko dowódcy dywizjonu szkolnego żandarmerii. Obowiązki objął w dniu 30 stycznia 1930. W międzyczasie (z dniem 1 stycznia 1930) dywizjon szkolny żandarmerii przeformowany został w Centrum Wyszkolenia Żandarmerii. 12 marca 1933 został mianowany podpułkownikiem ze starszeństwem z dniem 1 stycznia 1933 i 1. lokatą w korpusie oficerów żandarmerii. Stanowisko komendanta CWŻ zajmował do września 1939.
25 sierpnia tego roku na czele batalionu szkolnego i pozostałości centrum, transportem kolejowym, udał się do Staszowa. Tam, w koszarach I batalionu 2 pułku piechoty Legionów organizował Ośrodek Zapasowy Żandarmerii. W nocy z 4 na 5 września ewakuował ośrodek do Tarnobrzega. Wisłę przekroczył w Baranowie. Poruszał się łazikiem kierowanym przez plut. Kuczyńskiego, w towarzystwie mjr. Kazimierza Rembacza. W samochodzie znajdował się sztandar CWŻ. 9 września był widziany przez kpt. Leona Terleckiego, dowódcę nadwyżek 5 dywizjonu żandarmerii, na polanie w lesie koło Kolbuszowej. 12 września około godz. 17 por. rez. Kazimierz Biliński widział go na rynku w Zamościu, w towarzystwie adiutanta, por. Zygmunta Mazura.
27 września dowódca Okręgu Korpusu Nr IX, gen. bryg. Franciszek Kleeberg dokonał reorganizacji podległych mu oddziałów i nadał im nazwę Samodzielnej Grupy Operacyjnej „Polesie”. Szefem żandarmerii SGO „Polesie” mianowany został ppłk Stanisław Sitek. Tego samego dnia sztab gen. Kleeberga przeniósł się z Szacka do folwarku Adampol (6 km na zachód od Włodawy). Nie wiadomo, czy pułkownik objął to stanowisko, a jeżeli tak, to kiedy i gdzie. Nie jest także znany czas i miejsce oraz okoliczności, w jakich dostał się niewoli sowieckiej. Wiadomo, że był więziony w Ostaszkowie. Zamordowany przez NKWD w kwietniu lub maju 1940 i pochowany na Polskim Cmentarzu Wojennym w Miednoje. Jego nazwisko figuruje na Liście Ostaszkowskiej Straceń nr 05/2 z 5 kwietnia 1940.
Minister Obrony Narodowej decyzją Nr 439/MON z 5 października 2007 mianował go pośmiertnie do stopnia pułkownika. Awans został ogłoszony 9 listopada 2007 w Warszawie, w trakcie uroczystości „Katyń Pamiętamy – Uczcijmy Pamięć Bohaterów”.

## Ordery i odznaczenia
- Krzyż Niepodległości z Mieczami – 20 stycznia 1931[20][21]
- Krzyż Kawalerski Orderu Odrodzenia Polski – 2 maja 1923[22][23][24]
- Krzyż Walecznych dwukrotnie: 15 marca 1923[25]
- Złoty Krzyż Zasługi – 10 listopada 1928)[26][27]
- Medal Pamiątkowy za Wojnę 1918–1921[17]
- Medal Dziesięciolecia Odzyskanej Niepodległości[17]

## Upamiętnienie
Od 15 czerwca 1994 ppłk Stanisław Sitek jest patronem Szkoły Podstawowej Nr 5 w Grudziądzu.
3 czerwca 2015 roku Centrum Szkolenia Żandarmerii Wojskowej w Mińsku Mazowieckim otrzymało imię płk. Stanisława Sitka.